# Isaac Arama
Isaac ben Moses Arama (en hebreo: יצחק בן משה עראמה‎, romanizado: Yitzchak ben Moshe Arama; también conocido como Baal HaAkedá, "el autor de la Akedá"; c. 1420, Zamora – 1494, Nápoles) fue un destacado rabino, filósofo y teólogo judío castellano. Es conocido principalmente por su obra Akédat Yitzchak (La ofrenda de Isaac), una extensa y profunda exégesis homilética sobre el Pentateuco, donde exploró temas de filosofía, teología y ética.

## Biografía
Isaac ben Moses Arama nació alrededor de 1420 en Zamora, en la Corona de Castilla. Desde temprana edad mostró un profundo interés en el estudio de la Torá y la ley judía, destacándose entre sus contemporáneos como una figura respetada y erudita. Su habilidad en la interpretación de textos y su dedicación lo llevaron a ser nombrado director de una academia rabínica en Zamora, donde impartía enseñanzas a estudiantes y eruditos locales.
Posteriormente, Arama fue invitado a unirse a la comunidad de Tarragona, en la región de Cataluña, donde asumió el cargo de rabino y predicador. Sus sermones y enseñanzas, reconocidos por su profundidad y estilo persuasivo, atrajeron la atención de los fieles y de líderes religiosos de la región. Su creciente reputación le llevó más adelante a ser nombrado rabino en Fraga, en el reino de Aragón, donde continuó su labor como maestro y guía espiritual.
Arama fue un líder espiritual y un defensor ferviente de la fe judía, enfrentándose a las influencias de la filosofía secular, en particular la filosofía griega y árabe que estaba en auge en la España de la época. Su conocimiento de la filosofía clásica, sumado a su estudio de los escritos de pensadores judíos como Maimónides, le permitió argumentar en favor de la teología judía frente al racionalismo, combinando los conocimientos filosóficos con el estudio del Talmud. Fue en este contexto que comenzó a escribir sus comentarios homiléticos y filosóficos, donde buscaba fortalecer la identidad judía en tiempos de intensa asimilación cultural.
Finalmente, se estableció en Calatayud, donde ocupó el cargo de rabino principal y dirigió una academia talmúdica. En esta última etapa de su vida, Arama se dedicó a consolidar su obra principal, Akédat Yitzchak (La ofrenda de Isaac), y a instruir a una nueva generación de estudiosos en la interpretación de la Torá y otros textos clásicos judíos. Su estilo de enseñanza en Calatayud se caracterizaba por una relación cercana entre maestro y discípulo, y promovía una reflexión profunda y crítica de los textos, lo que fortaleció a la comunidad de estudiosos en la región.
En 1492, tras la promulgación del Decreto de la Alhambra que ordenaba la expulsión de los judíos de España, Arama, junto con muchos otros miembros de la comunidad judía, se vio forzado a abandonar el país. Este fue un momento trágico, ya que la expulsión desmanteló numerosos centros de estudio y rompió las redes de sabiduría y tradición que habían prosperado durante siglos en la península ibérica. Después de la expulsión, Arama se trasladó a Nápoles, Italia, donde continuó su labor teológica y filosófica a pesar de las adversidades y las dificultades que enfrentaron los judíos expulsados.
En Nápoles, Arama continuó enseñando y escribiendo hasta su muerte en 1494. A pesar de los desafíos de la expulsión, mantuvo su compromiso con sus enseñanzas y principios, y su obra sigue siendo una referencia en el pensamiento judío hasta la actualidad.

## Obras y pensamiento
Isaac Arama dejó un legado literario significativo, que abarca tanto la exégesis bíblica como la filosofía y la ética judía. Sus principales obras incluyen:
- Akédat Yitzchak (עקידת יצחק, La ofrenda de Isaac).
- Cházut Káshah (חזות קשה, Una difícil visión).
- Yad Abshalom (יד אבשלום, La mano de Absalón).
- Bakkashah (בקשה, Súplica).
- Comentarios sobre los Cinco Libros de Moisés y otras secciones bíblicas.

Estas obras han dejado una profunda influencia en el pensamiento judío y siguen siendo estudiadas en yeshivás y centros académicos como referencia fundamental para el estudio de la filosofía y ética judía.

### Akédat Yitzchak
La obra más conocida de Arama es Akédat Yitzchak (La ofrenda de Isaac), un extenso comentario filosófico-homilético sobre el Pentateuco, redactado a lo largo de varios años y considerado una de las principales obras de la exégesis judía en el siglo XV. Este texto, dividido en 105 secciones o "puertas", presenta interpretaciones de las porciones semanales de la Torá, en las que Arama explora cuestiones de filosofía, psicología, ética y teología. Debido a esta obra, se le conoce con el título de "Baal HaAkedá" (El autor de la Akedá).
Akédat Yitzchak está organizada en forma de homilías que integran el análisis textual de la Torá con discusiones filosóficas y reflexiones éticas. Arama se inspiró en la estructura dialéctica del pensamiento aristotélico y la obra Guía de los Perplejos de Maimónides, aunque su enfoque es más narrativo y accesible para lectores que buscaban orientación religiosa frente a los desafíos filosóficos y sociales de la época. Cada "puerta" comienza con una pregunta filosófica o teológica relacionada con el pasaje bíblico, y en el desarrollo de su respuesta, Arama recurre a ejemplos tanto de la Cábala como de la filosofía clásica y la literatura rabínica.
Arama integró en sus escritos referencias a filósofos judíos como Maimónides y Saadia Gaon, así como a filósofos griegos, particularmente Aristóteles. Aunque valoraba el pensamiento filosófico, mantenía una postura crítica hacia la filosofía secular cuando esta se alejaba de los valores de la fe judía. Akédat Yitzchak buscaba, entre otros objetivos, contrarrestar las influencias de la filosofía racionalista que dominaba en su época y reafirmar los fundamentos de la teología judía. A través de su obra, Arama intentaba demostrar que el judaísmo era compatible con el pensamiento racional, aunque subrayaba que la revelación divina y los valores de la tradición judía debían prevalecer.
Uno de los temas centrales de Akédat Yitzchak es la defensa del libre albedrío frente al determinismo, influido en parte por la Cábala. Arama rechazaba la idea de que el destino de las personas estuviera predeterminado, argumentando que la libertad de elección es fundamental para la justicia divina y para la responsabilidad moral. En su interpretación de la atadura de Isaac (de la que la obra toma su título), Arama plantea que la prueba de fe de Abraham refleja el conflicto humano entre la razón y la fe, resaltando la capacidad del ser humano para actuar de acuerdo con principios éticos.
Arama también expone ideas místicas y cabalísticas, en particular en relación con la naturaleza del alma y su propósito. Inspirado por el Zohar y otros textos cabalísticos, introduce conceptos sobre la espiritualidad y la ética que influyeron en pensadores judíos posteriores. Sin embargo, la accesibilidad de Akédat Yitzchak hizo que también fuera leída por laicos y rabinos interesados en profundizar en temas de moral y filosofía.
Akédat Yitzchak fue muy apreciada en su época y continúa siendo una referencia en estudios de filosofía judía. Su estilo homilético y la combinación de racionalismo y misticismo le valieron un lugar prominente en la literatura rabínica, siendo citada por rabinos y eruditos judíos a lo largo de los siglos.

### Cházut Káshah
Otra de las obras significativas de Isaac Arama es Cházut Káshah (Una difícil visión), donde aborda temas de filosofía y teología con un enfoque crítico hacia la filosofía secular y el cristianismo. En este texto, Arama examina la naturaleza de la relación entre la razón y la fe, y ofrece argumentos en defensa de la tradición judía frente a ideas filosóficas y doctrinas cristianas que, según él, debilitan la independencia espiritual y ética del individuo.
Cházut Káshah contiene una refutación detallada del concepto de gracia divina según el cristianismo. Arama se opone a la idea de la gracia como un acto de favor divino que opera independientemente del comportamiento humano, afirmando que esta perspectiva compromete el sentido de justicia divina y responsabilidad personal. Según Arama, la creencia en una gracia arbitraria resulta incompatible con la idea de un Dios justo, quien otorga recompensa o castigo en función de las acciones de las personas, reforzando así el principio judío de la libertad del albedrío.
Arama dedica gran parte de Cházut Káshah a debatir la postura de la filosofía racionalista que minimiza el valor de la revelación judía al equipararla con el conocimiento filosófico. Argumenta que, si bien la razón es una herramienta valiosa para entender la naturaleza y el mundo, el verdadero conocimiento espiritual y ético solo puede derivarse de la Torá. A través de este trabajo, Arama buscaba fortalecer la fe de sus contemporáneos en un contexto donde las enseñanzas filosóficas y cristianas ganaban terreno y generaban confusión entre los fieles.
En Cházut Káshah, Arama también enfatiza la importancia de la ética y la responsabilidad personal en la vida judía, un aspecto que considera fundamental para contrarrestar el "fatalismo" de ciertas interpretaciones filosóficas de la época. Reafirma que la libre elección y la capacidad de los seres humanos para actuar moralmente son esenciales para la justicia divina, y que toda intervención divina respeta esta libertad humana. Este énfasis en el libre albedrío está alineado con el pensamiento judío tradicional y representa una respuesta a los argumentos filosóficos que niegan o limitan esta libertad.
Cházut Káshah fue ampliamente leído y discutido en su época y posteriormente. Su defensa de la tradición judía frente a las corrientes filosóficas y teológicas externas le dio un lugar destacado en la literatura religiosa judía. Esta obra refleja la misión de Arama de preservar la identidad judía en una época de intensos cambios y de fortalecer los valores éticos y espirituales dentro de la comunidad judía.

### Otros escritos
Isaac Arama es también autor de Yad Abshalom (La mano de Absalón), un comentario extenso sobre el libro de Proverbios, escrito en memoria de su yerno Absalón, quien falleció poco después de su matrimonio. En Yad Abshalom, Arama presenta una lectura moral y ética de los textos bíblicos, utilizando el estilo homilético característico de sus obras principales. Esta obra examina temas éticos como la justicia, la moderación y la sabiduría, explorando cómo estos valores pueden guiar la vida cotidiana desde una perspectiva judía.
Además Arama compuso Bakkashah (Súplica), un poema en el que refleja su sensibilidad espiritual y su preocupación por el bienestar de su comunidad en tiempos difíciles. Aunque la obra no es conocida por su estilo poético, posee un valor especial como testimonio de las preocupaciones y esperanzas de Arama.
Arama también escribió comentarios y notas sobre los Cinco Libros de Moisés y otras secciones de la Biblia. En estos escritos, se enfoca en la interpretación ética y filosófica de los textos, poniendo énfasis en la enseñanza de principios morales aplicables a la vida cotidiana y en la importancia de la observancia religiosa como base de la conducta ética.
Los trabajos de Arama, incluyendo sus homilías, comentarios y poemas, contribuyeron a afianzar su reputación como un pensador judío de gran envergadura en su época. A través de sus escritos, Arama buscaba brindar una guía moral y espiritual a la comunidad judía, especialmente en el contexto de las dificultades y cambios de su tiempo, tales como la expulsión de los judíos de España.

### Influencias y contribuciones
A pesar de su enfoque conservador, Isaac Arama fue profundamente influenciado por la Cábala, en particular por el Zohar, aunque su interés se inclinaba más hacia el análisis filosófico que hacia el misticismo propiamente dicho. Su obra buscaba conciliar los principios de la mística judía con el racionalismo medieval, creando un enfoque original que incorporaba tanto la sabiduría cabalística como los conceptos de la filosofía clásica y medieval.
Además, Arama se destacó como un erudito del Talmud, y su intento de sintetizar el pensamiento racionalista con los principios tradicionales judíos reflejaba una respuesta a los desafíos de su época, marcada por la influencia creciente del humanismo renacentista y el pensamiento filosófico secular en las comunidades judías. En sus escritos, Arama defendía el estudio del Talmud y la Torá como fuentes fundamentales de conocimiento y sabiduría moral, que debían complementar cualquier exploración filosófica externa.
La influencia de Arama se extendió a varios pensadores y rabinos de generaciones posteriores, entre ellos Isaac Abarbanel, quien se basó en las ideas de Arama para sus propios comentarios bíblicos y filosóficos. Arama también influyó en otros estudiosos de Europa del Este, donde su obra Akédat Yitzchak fue ampliamente leída y citada, especialmente por aquellos interesados en reconciliar la teología y la filosofía con el judaísmo tradicional.
Un aspecto importante de su legado es su insistencia en que el conocimiento filosófico debe subordinarse a la revelación y los valores éticos de la Torá. Esta postura crítica hacia el racionalismo extremo fue una defensa del judaísmo contra la creciente influencia de las ideas racionalistas y secularizantes de la época, que amenazaban con desplazar los principios éticos y espirituales fundamentales de la tradición judía.
La contribución de Arama fue especialmente relevante en el contexto de la Expulsión de los judíos de España en 1492. Su obra proporcionó a los judíos exiliados una base sólida para mantener su fe y tradición en un entorno cada vez más hostil. Arama insistió en la importancia de preservar la identidad judía a través del estudio y la práctica de la Torá y el Talmud, reafirmando la capacidad del pensamiento judío para enfrentar los desafíos filosóficos y sociales de su tiempo.

## Legado
La obra de Isaac Arama ha sido una influencia duradera en el pensamiento judío, especialmente entre los estudiosos de la Edad Media y el Renacimiento, y continúa siendo estudiada por su profundo valor filosófico y teológico. A través de sus escritos, Arama ofreció a sus contemporáneos un marco de pensamiento judío que respondía a las corrientes filosóficas y racionalistas de su tiempo, mientras defendía firmemente la tradición judía, los principios éticos y la devoción a la Torá.
La obra de Arama, en particular Akédat Yitzchak, fue ampliamente leída y citada en comunidades judías de Europa del Este, Italia y el Imperio Otomano, donde muchos de los judíos exiliados de España encontraron refugio. Su énfasis en la libertad del albedrío y su rechazo a cualquier tipo de determinismo resonaron en el pensamiento judío posterior, influyendo en teólogos y filósofos como Isaac Abarbanel, Josef Albo y otros rabinos prominentes.
La capacidad de Arama para combinar la exégesis bíblica con la filosofía y la mística judía le permitió crear una obra que sirvió tanto como guía espiritual como intelectual. Su enfoque integrador influenció a estudiosos interesados en unir el racionalismo con la devoción, y su obra se convirtió en un modelo de cómo el pensamiento judío podía adaptarse y responder a los desafíos filosóficos y sociales sin perder sus principios fundamentales.
Incluso siglos después de su muerte, los escritos de Arama siguen siendo una fuente de inspiración en el estudio contemporáneo de la filosofía judía, y su obra Akédat Yitzchak es objeto de análisis y comentario en yeshivás y centros académicos. La influencia de Arama es especialmente notable en el campo de la ética judía, donde su insistencia en la responsabilidad moral y el libre albedrío continúa guiando el pensamiento ético en el judaísmo.
El legado de Isaac Arama ha perdurado como un testimonio de su capacidad para responder a las tensiones culturales e ideológicas de su tiempo. Su obra ha contribuido a la continuidad de la identidad y el pensamiento judío, proporcionando una estructura que permitió a las generaciones posteriores mantener una relación armónica entre la razón y la fe en un mundo cada vez más secular.